# Anime nel turbine
Anime nel turbine (Feet of Clay) è un film muto del 1924 diretto da Cecil B. DeMille. La sceneggiatura si basa su Feet of Clay, romanzo di Margaretta Tuttle pubblicato a New York e Boston nel 1923.

## Trama
Ferito da uno squalo, Kerry Harlan è inabile al lavoro. Sua moglie Amy trova impiego come modella in una casa di mode e se ne va via. Bertha, la moglie del chirurgo di Kerry, cerca di attirare l'attenzione dell'uomo ma, mentre tenta di eludere il marito, resta uccisa in un incidente. Dopo lo scandalo, Amy viene corteggiata da Tony Channing. Tornata a casa, trova il marito semi soffocato dalle esalazioni di gas. Ambedue tentati dal suicidio, vengono salvati dall'intervento ultraterreno di Bertha che, dal mondo dei morti, indica loro una via per sopravvivere. La coppia riprenderà a vivere, finalmente riunita.

## Produzione
Il film fu prodotto dalla Famous Players-Lasky Corporation.

## Distribuzione
Il copyright del film, richiesto dalla Famous Players-Lasky Corp., fu registrato il 24 settembre 1924 con il numero LP20598.

Distribuito dalla Paramount Pictures e presentato da Jesse L. Lasky e Adolph Zukor, il film uscì nelle sale cinematografiche statunitensi il 28 settembre 1924. In Europa, il film uscì nel 1925: in Danimarca il 30 marzo con il titolo Den forbudne Frugt; nel Regno Unito il 13 luglio (distribuito dalla Famous-Lasky Film Service che ne curò la distribuzione anche in Canada e Australia); in Italia ad agosto; in Finlandia il 12 ottobre 1925. In Austria prese il titolo Deserteure des Lebens; in Svezia quello di När länkarna brista; in Spagna, Pies de arcilla.
Non si conoscono copie ancora esistenti della pellicola che viene considerata presumibilmente perduta.

## Censura
Per la versione distribuita sulla penisola, la censura italiana impose l'attenuazione delle scene impressionanti di suicidio per asfissia di Kerry ed Emy.